# Liz McInnes
Pour les articles homonymes, voir McInnes.
Elizabeth McInnes, née le 30 mars 1959 à Oldham, est une femme politique britannique,.